# Libreville
Libreville Gabon fővárosa és legnagyobb városa. Lakossága – 2005. január 5-ei adat szerint – 578 156 fő. A város kikötő a Komo folyón, nem messze a Guineai-öböl partjától. A környező, aktív fakitermelést folytató vidék kereskedelmi központja.

## Földrajz

### Éghajlat
Libreville trópusi monszun éghajlattal rendelkezik, melyet egy hosszú esős évszak és egy rövid száraz évszak jellemez. Az esős évszak kilenc hónapig, szeptembertől májusig tart és a nagy mennyiségű csapadék hullik ekkor a városra. A száraz évszak júniustól augusztusig tart. Az átlaghőmérséklet viszonylag állandó a városban az év során, az átlagos maximum hőmérséklet 30 °C körüli.
| Hónap                                                            | Jan. | Feb. | Már. | Ápr. | Máj. | Jún. | Júl. | Aug. | Szep. | Okt. | Nov. | Dec. | Év   |
| ---------------------------------------------------------------- | ---- | ---- | ---- | ---- | ---- | ---- | ---- | ---- | ----- | ---- | ---- | ---- | ---- |
| Átlagos max. hőmérséklet (°C)                                    | 29,5 | 30,0 | 30,2 | 30,1 | 29,4 | 27,6 | 26,4 | 26,8 | 27,5  | 28,0 | 28,4 | 29,0 | 28,6 |
| Átlaghőmérséklet (°C)                                            | 26,8 | 27,0 | 27,1 | 26,6 | 26,7 | 25,4 | 24,3 | 24,3 | 25,4  | 25,7 | 25,9 | 26,2 | 25,9 |
| Átlagos min. hőmérséklet (°C)                                    | 24,1 | 24,0 | 23,9 | 23,1 | 24,0 | 23,2 | 22,1 | 21,8 | 23,2  | 23,4 | 23,4 | 23,4 | 23,3 |
| Átl. csapadékmennyiség (mm)                                      | 250  | 243  | 363  | 339  | 247  | 54   | 6    | 13   | 104   | 427  | 490  | 303  | 2839 |
| Havi napsütéses órák száma                                       | 176  | 182  | 176  | 177  | 158  | 132  | 117  | 89   | 96    | 111  | 135  | 167  | 1716 |
| Forrás: World Meteorological Organization, Hong Kong Observatory |      |      |      |      |      |      |      |      |       |      |      |      |      |

## Népesség
| 2005 | 578 156 |
| 2012 | 797 003 |

## Történelem

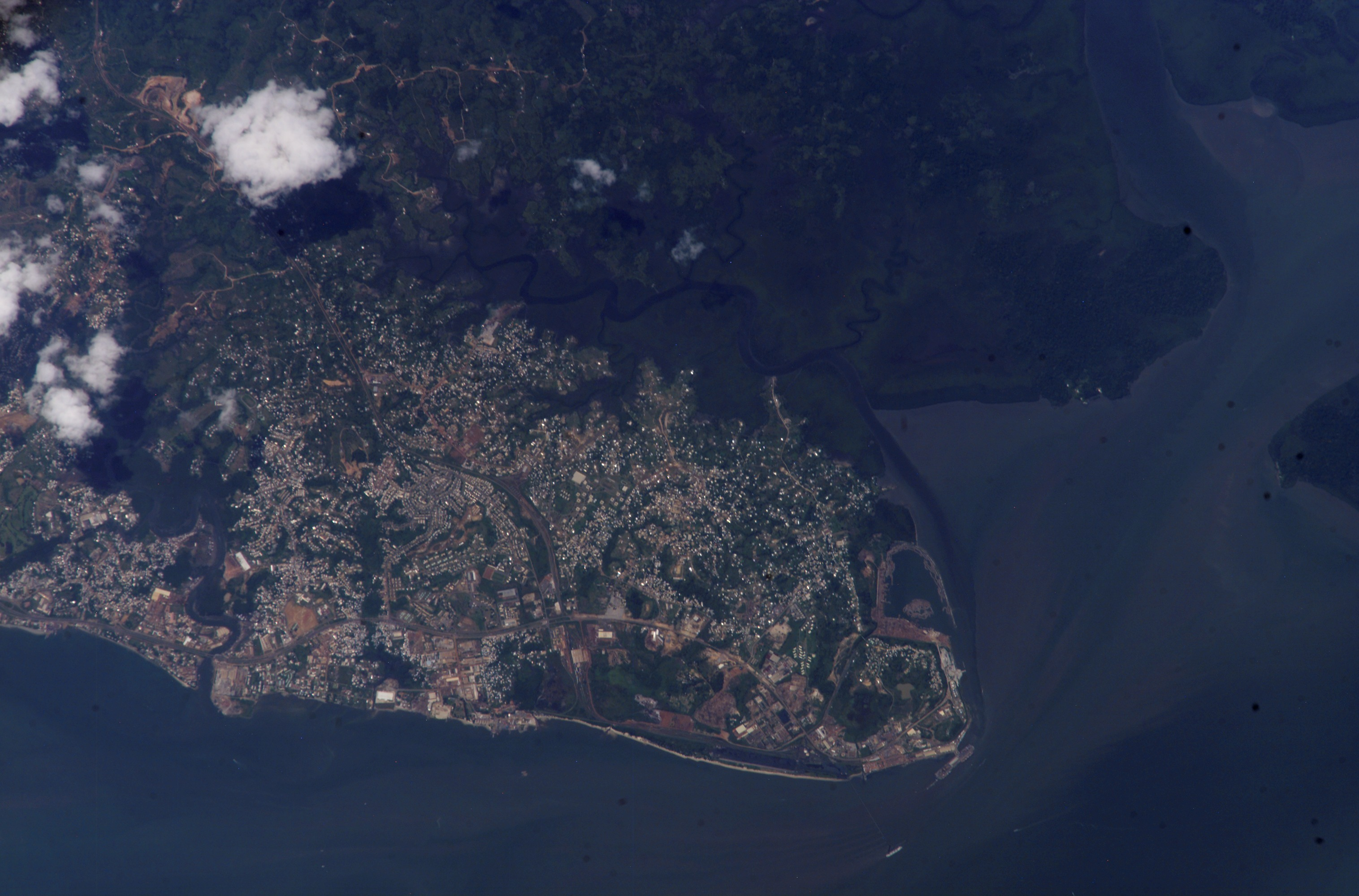
A város műholdképe

Az Amerikai Egyesült Államok nagykövetségének épülete

A területen már régóta a mpongve törzs élt, amikor arra a franciák szert tettek 1839-ben. 1843-ban alapították a mai város ősét, a kereskedelmi állomást. A L'Elizia nevű hajó által szállított, utóbb felszabadított rabszolgákat itt telepítették le, és a várost 1848-ban keresztelték Libreville-re. Francia Egyenlítői-Afrika legfontosabb kikötője volt 1934 és 1946 között. 1940-ben a de Gaulle vezette Szabad Franciaország, illetve a Vichy-kormány katonái közötti gaboni összecsapások egyik helyszíne volt.
Libreville – melyet Freetown mintájára neveztek el így – csak lassan növekedett, és a kereskedőállomás és kisebb adminisztratív központ 1960-ra, Gabon függetlenné válásának évére sem számlált többet 31 000 léleknél. Azóta gyors növekedésnek indult, s mára már az ország népességének majd a fele itt lakik.

## Közigazgatás
A város főbb kerületei a következők, északról délre haladva: a Batterie IV lakónegyed, Quartier Louis (mely éjszakai életéről ismert), Mont-Bouët and Nombakélé (forgalmas kereskedelmi negyedek), a Glass (az első, európaiak építette település Gabonban), Oloumi (ipari kerület) és a Lalala lakónegyed. A kikötő és a Transgabonais vasútvonalára illeszkedő pályaudvar a város központi kerületeitől délre, Owendóban vannak. A szárazföld belseje felé szegényebb lakónegyedek helyezkednek el.

## Közlekedés
A Libreville-i Léon-Mba nemzetközi repülőtér, Gabon legnagyobb légikikötője a várostól körülbelül 11 km-re északra fekszik.

## Kultúra és oktatás
A libreville-i látnivalók közé tartozik a Művészetek és Hagyományok Nemzeti Múzeuma, a francia kulturális központ, a Szent Mária-katedrális, Szent Mihály faragásokkal díszített fatemploma Nkembóban, a sibangi arborétum és két skanzen. Libreville legfontosabb piactere Mont-Bouët-ben van. A közigazgatási és jogi iskolán kívül itt található az 1970-ben alapított Omar Bongo Egyetem, különböző kutatóintézetek, és a könyvtár. Libreville infrastruktúrája egyike a legfejlettebbeknek a Szaharától délre.

## Ipar
Libreville hajóépítő-iparnak, szesziparnak és fűrésztelepeknek ad otthont. A város fát, gumit és kakaót exportál a város fő kikötőjén, illetve az owendói, mély merülésű hajók számára is hozzáférhető kikötőn keresztül.